# Comore-szigetek vasúti közlekedése
A Comore-szigeteken az első és egyetlen vasútvonal 1907-ben épült meg. A vonal 600 mm-es keskeny nyomtávolságú és csak a teherszállítás érdekében épült. A Société Comores Bambaoa üzemeltette. Nem ismert, hogy napjainkban működik-e még.

## Vasúti kapcsolata más országokkal
Mivel sziget, nincs és nem is volt kapcsolata más országok vasútjával.